# Igekötő
Az igekötő az igéhez szorosan kapcsolódó viszonyszó, amely módosítja annak jelentését.

## Típusai
A jelentésmódosítás leggyakoribb típusai a következők:
- Az igekötő a cselekvés irányát jelzi, pl. néz–felnéz.
- Az igekötő a cselekvés vagy történés időbeli lefolyásáról, állapotáról, befejezett szemléletéről vagy akár az ige tárgyával való speciális viszonyáról is tájékoztathat, pl. alszik–elalszik–kialszik–átalszik, lát–meglát, hull–lehull.
- Az igekötő teljesen megváltoztatja az eredeti ige jelentését, pl. fog–hozzáfog.

## Helyesírása
- Ha az igekötő közvetlenül az ige előtt áll, egybeírjuk, pl. Megkínálta.
- Ha az igekötő az ige után áll, különírjuk, pl. Kínáld meg! Nem kínálom meg.
- Ha az igekötő és az ige közé egyéb szavak kerülnek, akkor különírjuk, pl. Meg fogod kínálni? Meg szerettem volna kínálni.
- A megismételt igekötők közé kötőjelet teszünk, és együttesüket egybeírjuk az igével (vagy az igenévvel), például: ki-kinéz, le-leereszt, meg-megállt, össze-összevesznek; elő-előtűnő, vissza-visszatérve. Hasonlóképpen: vissza-visszatérés; stb.
- Az ellentétes jelentésű igekötőket szintén kötőjellel kapcsoljuk össze, de különírjuk őket az igétől (vagy az igenévtől), például: ki-be járkál, le-föl sétál, ide-oda tekint; oda-vissza utazni, előre-hátra pillantva. Hasonlóképpen: le-föl sétálás; stb.
- Különírjuk az igétől (vagy az igenévtől) az összevissza, szerteszéjjel, szerteszét határozószókat is, például: összevissza beszél, szerteszéjjel szórták, szerteszét szórva. Hasonlóképpen: szerteszét szórás stb.
- Az igekötőként is használt határozószót különírjuk akkor, ha határozószói szerepét emeljük ki: abba tette (amiben eredetileg volt), de: abbahagyta (a sírást); fenn vagy fönn maradt (a padláson), de: fennmarad vagy fönnmarad (a neve); (nem) félre állt (hanem középre), de: (tapintatból) félreállt; ide jött (nem a szomszédba), de: idejött hozzám; stb.
- Az igekötővel alakilag azonos határozószói névmást is különírjuk az igétől (vagy igenévtől), ha világosan személyes névmási szerepű: hozzá (= őhozzá) ment feleségül (nem tehozzád), de: hozzájárul (valamihez); neki (= őneki) megy a levél, de: nekimegy (a szekrénynek), nekimegy Jánosnak (= ölre megy vele); (csak) rá (= őrá) gondolok, rossz rá (= arra) gondolni is, de (más hangsúlyozással): rossz rágondolni is; stb. Csak különírt (határozószói) formájuk van a személyjeles formáknak, például: hozzám adták feleségül, nekünk jött a csomag, mindig rád gondolok.

## Az igekötők listája
abba-, agyon-, alul-, alá-, alább-, által-, át-, be-, bele v. belé-, benn-, egybe-, együtt-, el-, ellen-, elő-, előre-, észre-, fel v. föl-, félbe-, félre-, felül- v. fölül-, fenn- v. fönn-, hátra-, haza-, helyre-, hozzá-, ide-, itt-, jóvá-, keresztül-, ketté-, ki-, kölcsön-, körül-, körbe-, közbe-, közre-, közzé-, külön-, le-, létre-, meg-, mellé-, neki-, oda-, ott-, össze-, rá-, rajta-, széjjel-, szembe-, szerte-, szét-, tele-, teli-, tova-, tovább-, tönkre-, utol-, túl-, újjá-, újra-, utána-, végbe-, végig-, végre-, viszont-, vissza- stb.
Igekötőt a magyar mellett többek közt a német is használ, hasonló szerkezetek azonban a kínai és a joruba nyelvben is előfordulnak. Míg más nyelvekben – például az angolban – a cselekvés vagy történés időbeli megvalósulásának kifejezésére a nagyszámú igeidő használatos, addig ezeket a magyar az igekötőkkel fejezi ki.
Például: While I was waiting for the bus, it started to rain. – Amíg vártam a buszt, elkezdett esni az eső.

## Átmeneti esetek
Egyes igekötők személyragos névmásokból erednek, pl. nekiütközik, hozzámegy, ránéz, melléáll. Ha az ige vonzata nem egyes szám 3. személyű, ezek az alakok személyragot kapnak, és különválnak az igétől: nekik ütközik, hozzád megy, rám néz, mellénk áll.